# Isocylindra melitosoma
Isocylindra melitosoma är en fjärilsart som beskrevs av Edward Meyrick 1930. Isocylindra melitosoma ingår i släktet Isocylindra och familjen glasvingar. Inga underarter finns listade i Catalogue of Life.